# NGC 7077
NGC 7077 је елиптична галаксија у сазвежђу Водолија која се налази на NGC листи објеката дубоког неба.
Деклинација објекта је + 2° 24' 53" а ректасцензија 21h 29m 59,5s. Привидна величина (магнитуда) објекта NGC 7077 износи 13,0 а фотографска магнитуда 14,0. Налази се на удаљености од 13,3000 милиона парсека од Сунца. NGC 7077 је још познат и под ознакама UGC 11755, MCG 0-54-28, MK 900, CGCG 375-47, ARAK 549, NPM1G +02.0497, PGC 66860.